# Didymodon taylorii
Didymodon taylorii är en bladmossart som beskrevs av Richard Henry Zander 1993. Didymodon taylorii ingår i släktet lansmossor, och familjen Pottiaceae. Inga underarter finns listade i Catalogue of Life.